# 粗相
| ウィキペディアには「粗相」という見出しの百科事典記事はありません（タイトルに「粗相」を含むページの一覧/「粗相」で始まるページの一覧）。 代わりにウィクショナリーのページ「粗相」が役に立つかもしれません。 |